# Gaston af Orléans (født 2009)
Gaston af Orléans (fransk: Gaston Louis Antoine Marie d'Orléans) (født 19. november 2009 i det 14. arrondissement, Paris, Frankrig) er en fransk prins, der siden 2019 har været én af Frankrigs tre titulære kronprinser (dauphin de France).

## Forfædre
Prins Gaston er sønnesøn af Henri af Orléans og Marie-Thérèse af Württemberg, hertuginde af Montpensier og oldebarn af Henri af Orléans, greve af Paris, der var fransk tronprætendent fra 1940 til 1999.

## Dauphin de France
Prins Gastons farfar døde den 21. januar 2019. Derefter blev Gastons far tronprætendent, og Gaston selv blev titulær kronprins (dauphin de France).